# Mad Love (série télévisée)
Ne doit pas être confondu avec Mad Love.
Mad Love est une série télévisée américaine en treize épisodes de 22 minutes créée par Matt Tarses et diffusée du 14 février 2011 au 16 mai 2011 sur le réseau CBS et en simultané au Canada sur le réseau CTV.
Cette série est inédite dans tous les pays francophones.

## Synopsis
Cette série suit le quotidien mouvementé de quatre new-yorkais dans la trentaine - Kate, Connie, Ben et Larry - qui sont à la recherche de l'amour dans cette grande ville qu'est New York. Quand Kate et Ben se rencontrent et tombent fous amoureux l'un de l'autre, leurs deux meilleurs amis respectifs, Connie et Larry, restent suspicieux quant à cette nouvelle idylle, d'autant plus que ces deux derniers ne s'apprécient pas.

## Distribution

### Acteurs principaux
- Sarah Chalke : Kate Swanson
- Jason Biggs : Ben Parr
- Judy Greer : Connie Grabowski
- Tyler Labine : Larry Munsch

### Acteurs récurrents et invités
- Sarah Wright : Tiffany Haines (7 épisodes)
- Rachel Boston : Erin Sinclaire (épisodes 1 et 6)
- Miguel A. Núñez, Jr. : Carter (épisode 1)
- Laura Spencer : Alexa (épisode 1)
- Jerrika Hinton : Eva (épisode 1)
- Martin Starr : Clyde (épisodes 2 et 7)
- Daniella Alonso : Nurse (épisode 2)
- Samantha Bailey : Young Kate (épisode 3)
- Mackenzie Smith (en) : Young Connie (épisode 3)
- Angelique Cabral : Erika (épisodes 4 et 7)
- Brittany Snow : Julia Swanson (épisode 4)
- Pat Crawford Brown : Ruth (épisodes 5 et 11)
- Kelly Stables : Claire (épisode 5)
- Matt Besser (en) : Guy at Urinal (épisode 5)
- Joe Lo Truglio : Nick (épisode 6)
- Reid Scott : Dave Evans (épisode 6)
- Olivia May : Dave's Wife (épisode 6)
- Katie Walder (en) : White Whale (épisode 6)
- Chris Parnell : Officer Barrett (épisodes 7 et 8)
- Mary Birdsong : Kelly (épisode 7)
- Nicole Paggi : Waitress (épisode 9)
- Blake Cooper Griffin (en) : Terry (épisode 9)
- Michael Hyatt : Delores (épisode 10)
- Bennet Guillory : Judge (épisode 11)
- Noah Lomax : Jake (épisode 11)
- Charlene Amoia (en) : Heather (épisode 11)
- Kathryn Hahn : Chef Linda Clay (épisode 12)
- Cristine Rose : Penny (épisode 13)
- Geoff Stults : Tom Stevens (épisode 13)
- Martin Mull : Kurt Grabowski (épisode 13)

## Production
À la mi-septembre 2009, le projet a débuté sous le titre True Love, puis un pilote est commandée en janvier 2010.
Le casting a débuté en février 2010 en commençant par Minka Kelly dans le rôle de Kate, Ashley Austin Morris (en) dans le rôle de Connie, Hal Williams comme le narrateur, Jason Biggs (Henri), Sarah Wright (employeur de Connie) et Dan Fogler (Larry, le meilleur ami d'Henri), ce dernier remplacé par Tyler Labine vingt jours plus tard. Puis au début avril 2010, Lizzy Caplan reprend le rôle de Connie.
La série n'a pas été initialement retenue. Au début juin 2010, CBS commande treize épisodes pour la mi-saison, conditionnel au remplacement de Lizzy Caplan qui a quitté le projet. Le lendemain, Sarah Chalke reprend le rôle de Kate, puis Judy Greer prend le rôle de Connie, entraînant la commande de la série.
Le 15 mai 2011, la série est annulée.

## Épisodes
| № | Titre                       | Réalisation               | Scénario        | Première diffusion | Audience américaine (millions) | Audience canadienne |
| --- | --------------------------- | ------------------------- | --------------- | ------------------ | ------------------------------ | ------------------- |
| 1 | Fireworks                   | Pamela Fryman             | Matt Tarses     | 14 février 2011    | 8,74                           | 1,449               |
| Ben et Kate, deux célibataires new-yorkais, se rencontre accidentellement au sommet de l'Empire State Building et décide de se donner rendez-vous plus tard au soir. Avant le rendez-vous, ils se mettent d'accord pour ramener leurs meilleurs amis respectifs, Connie et Larry, mais le soir-même, ces deux derniers s'avèrent se détester profondément. |                             |                           |                 |                    |                                |                     |
| 2 | Friends and Other Obstacles | Scott Ellis (en)          | Rob DesHotel    | 21 février 2011    | 7,99                           | 1,361               |
| Ben et Kate se décident enfin à avoir un vrai rendez-vous digne de ce nom, mais c'est sans compter sur Connie et Larry qui, inconsciemment, leur mettent des bâtons dans les roues. |                             |                           |                 |                    |                                |                     |
| 3 | The Kate Gatsby             | Rob Schiller (en)         | Adrian Wenner   | 28 février 2011    | 7,9                            | 1,37                |
| Ben donne un mauvais conseil à Kate, qui pourrait avoir de très mauvaises conséquences sur son amitié avec Connie. Dans le même temps, Connie prépare une fête d'anniversaire pour Kate, sa meilleure amie. |                             |                           |                 |                    |                                |                     |
| 4 | Little Sister, Big City     | Mark Cendrowski           | Jared Miller    | 7 mars 2011        | 7,27                           |                     |
| Kate accueille sa petite sœur à New York. |                             |                           |                 |                    |                                |                     |
| 5 | To Munsch or Not to Munsch  | Beth McCarthy-Miller (en) | Corey Nickerson | 14 mars 2011       | 6,45                           | 1,145               |
| 6 | The Spy Who Loved Me        | Rob Schiller              | Josh Malmuth    | 21 mars 2011       | 6,53                           |                     |
| 7 | Baby, You Can Drive My Car  | Beth McCarthy-Miller      | Corey Nickerson | 28 mars 2011       | 5,54                           |                     |
| 8 | Paw and Order               | Beth McCarthy-Miller      | Leila Strachan  | 11 avril 2011      | 5,48                           |                     |
| 9 | Pub Quiz                    | Lee Shallat Chemel (en)   | Rob Sheridan    | 18 avril 2011      | 5,62                           |                     |
| 10 | The Young and the Reckless  | Scott Ellis               | Rob Sheridan    | 25 avril 2011      | 5,53                           |                     |
| 11 | The Secret Life of Larry    | Gail Mancuso              | Peter Begler    | 2 mai 2011         | 5,71                           |                     |
| 12 | Friends                     | Gail Mancuso              | Rob DesHotel    | 9 mai 2011         | 5,11                           |                     |
| 13 | After the Fireworks         | Gail Mancuso              | Adrian Wenner   | 16 mai 2011        | 5,73                           |                     |

## Commentaires
- Cette série marque l'arrivée à la télévision de Jason Biggs (American Pie) et le retour de Sarah Chalke après l'arrêt de la série Scrubs et quelques passages dans la série How I Met Your Mother.
- La série sort en coffret DVD le 30 août 2011 aux États-Unis.